# NGC 2234
NGC 2234 — группа звёзд в созвездии Близнецы.
Этот объект входит в число перечисленных в оригинальной редакции «Нового общего каталога».
Объект описывался как и Уильямом, так и Джоном Гершелем как очень большое скопление, составляющее, по крайней мере, половину градуса в поперечнике. В той области неба находятся сразу три скопления, и возможно, Гершели наблюдали их все (и приняли за один объект).